# Léon Guillemaind
Léon François Benjamin Joseph Guillemaind, né le 3 octobre 1883 à La Rabatelière et mort à Châtillon-sous Bagneux le 5 février 1965 , est un  mosaïste français représentatif de l'Art déco.

## Biographie

### Vie professionnelle
Né en 1883 dans une famille nombreuse, il est le quatrième fils de Benjamin Guillemaind, entrepreneur de maçonnerie, auteur de la construction du sanctuaire de la Salette à La Rabatelière (Vendée).
En 1914, il sculpte une statue équestre de Jeanne d'Arc en ciment qui ornera le parc du château de La Rabatelière 
Après une première partie de sa vie, à Amiens, consacrée à l'expertise des sinistres de guerre au sein d'une compagnie d'assurances, il s'initie à la mosaïque dont il devient un maître.
En 1931, à l'occasion de l'exposition coloniale il reçoit une commande d'état pour une représentation d'un chevalier du Saint-Sépulcre en mosaïque d'émaux de Venise destinée au musée de la France d'outre-mer.
En 1933 il réalise un chemin de croix, un baptistère et un bénitier (classés à l'inventaire des monuments historiques) pour la décoration de l'église Notre-Dame-de-l'Assomption de Neuilly-Plaisance et à la même époque un autre chemin de croix pour la crypte de l'église Saint-Jean-Bosco de Paris.  
Après un premier voyage en Palestine en 1937 où il est chargé de la restauration du Lithostrôtos de Jérusalem, il réalise la même année pour la nouvelle église de Notre-Dame du Saint-Rosaire de Jérusalem le décor de l'abside et décore la coupole de la nouvelle église du Monastère Notre-Dame-du-Mont-Carmel d'Haïfa.
Lors de son deuxième voyage en 1938 il installe une mosaïque de 10 mètres carrés Jésus recevant sa croix à la deuxième station de la Via Dolorosa
En 1943 et 1944 il est le réalisateur d'œuvres d'après des cartons de Jean Lefeuvre, dont une composition de 24 mètres carrés représentant Le baptême de Notre Seigneur, Adam et Eve, Les trois races et Moïse achevée en juin 1943 destinée à la voûte du baptistère de l'ancienne église Sainte-Jeanne d'Arc à Gennevilliers (désacralisée en 1960).

### Vie privée
En 1901, il devance l'appel mais est réformé l'année suivante pour tuberculose. En 1914 il est reconnu bon pour le service mais est de nouveau réformé en 1915 pour bacillose.
Il se marie la première fois à Paris en 1922 , mais son épouse meurt en 1923, et il se remarie en 1925. Le couple a un enfant Benjamin en 1926 qui fonde l'alliance sociale des peuples et pays de France.
Mort à Châtillon-sous-Bagneux, il est inhumé avec sa deuxième épouse à Fouilloy dans la Somme.

### Vie spirituelle
Issu d'un milieu vendéen traditionnel, il mène une vie humble tournée vers la religion. En 1925 il est fait chevalier de l'ordre équestre du Saint-Sépulcre et commandeur en 1954.

## Œuvres référencées
- Chemin de croix, église Notre-Dame-de-l'Assomption de Neuilly-Plaisance
- Chemin de croix, église Saint-Jean-Bosco de Paris (1933)
- Jésus recevant sa croix, station II, Via Dolorosa, Jérusalem  couvent des sœurs de Notre-Dame de Sion.
- Christ, coupole de l'église du Monastère Notre-Dame-du-Mont-Carmel d'Haïfa
- Sainte Thérèse de l'enfant Jésus, église Saint-Joseph-Saint-Raymond de Montrouge

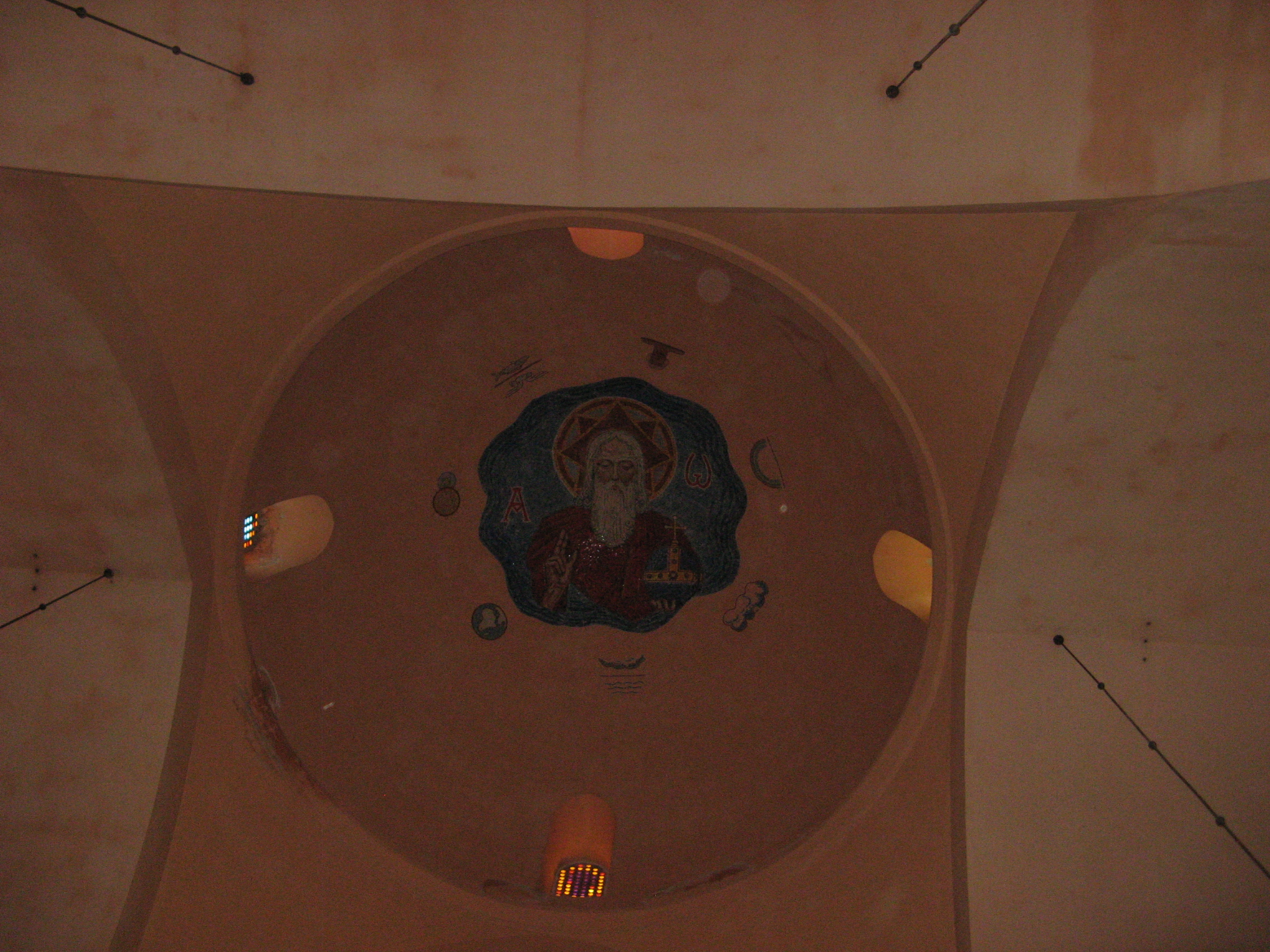
coupole Notre-Dame du Mont-Carmel Haïfa
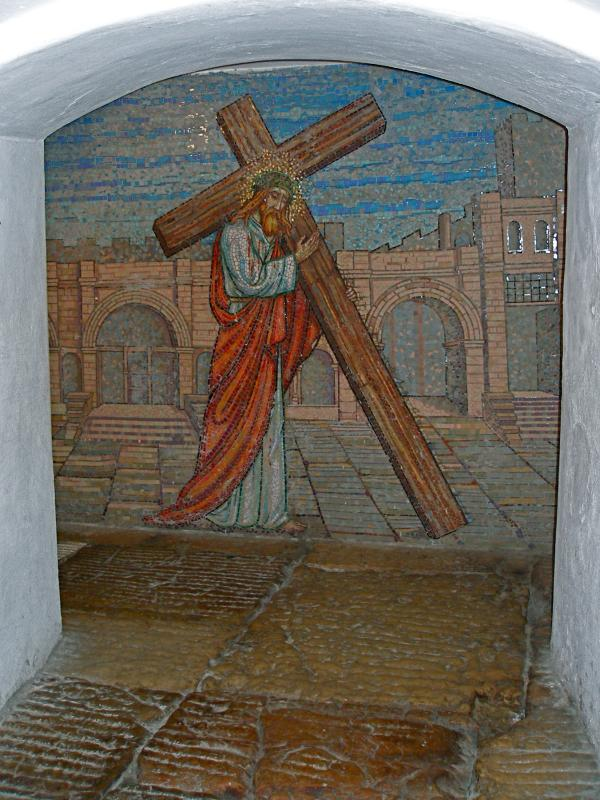
Jésus recevant sa croix (1938) Via Dolorosa, 2e station Jérusalem

## Expositions
- 1929: Sainte Hélène Arts décoratifs religieux
- 1933:Chemin de croix Salon d'art religieux, 18 rue de Varenne Paris (7e)[14]

### voir aussi
- Photo de Léon Guillemaind sculptant (archives de Vendée)
- Photo du chemin de croix (Paris, Saint-Jean-Bosco)